# Villemur-sur-Tarn
Villemur-sur-Tarn é uma comuna francesa na região administrativa da Occitânia, no departamento do Alto Garona. Estende-se por uma área de 46.57 km², com 5.962 habitantes, segundo o censo de 2018, com uma densidade de 130 hab/km².